# Troon
Troon é uma cidade localizada na Área de Conselho de South Ayrshire, na Escócia. Segundo o censo demográfico de 2001 possui uma população de 14,766 habitantes.